# 55 월스트리트

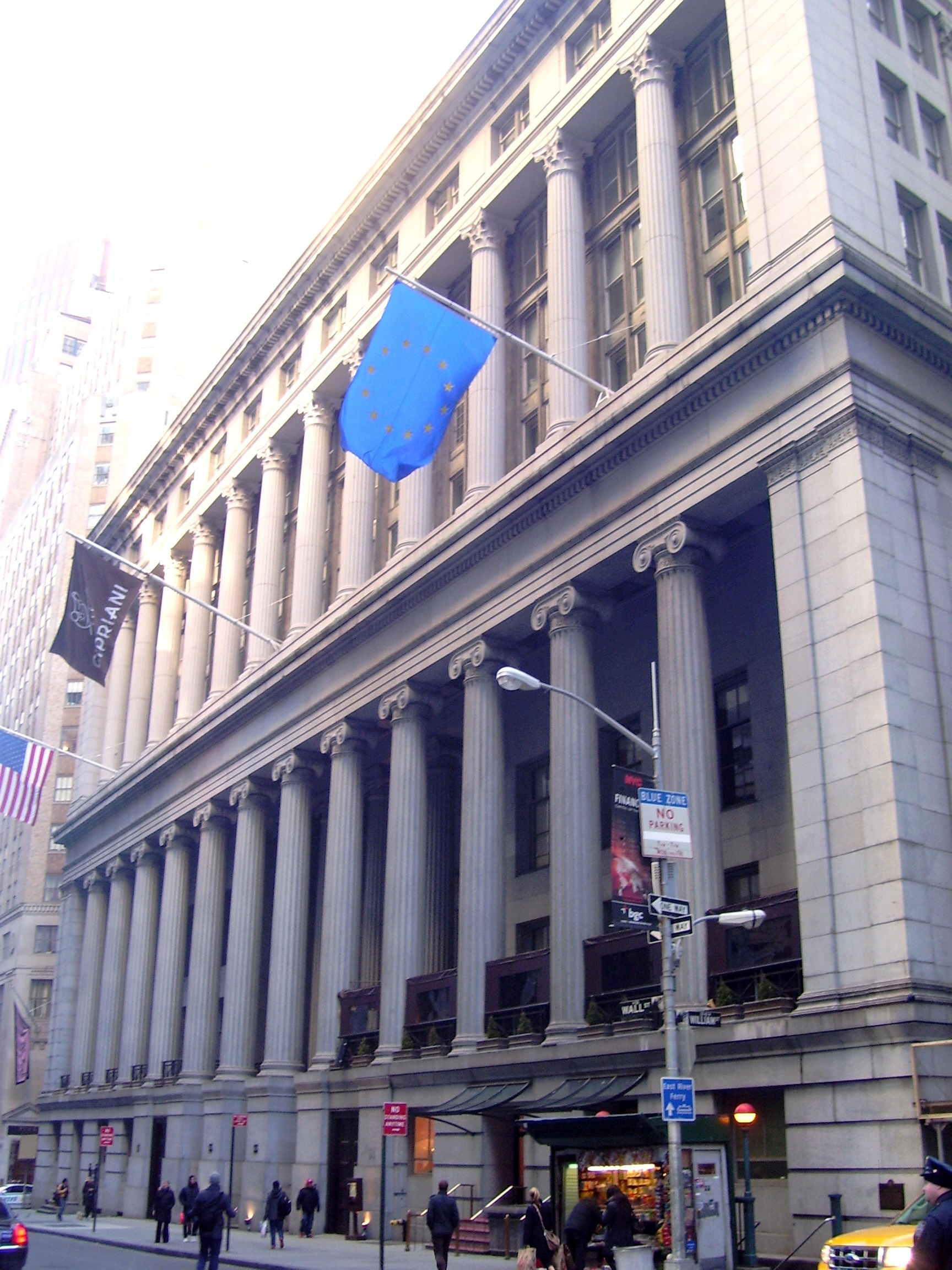
2012년 모습

55 월스트리트(55 Wall Street, 구 명칭: 내셔널 시티 뱅크 빌딩, National City Bank Building)는 미국 뉴욕주 뉴욕 로어맨해튼 파이낸셜 디스트릭트와 하노버 스트리트 사이 월스트리트에 있는 8층 건물이다. 가장 낮은 3층은 1841년 또는 1842년에 4층 상인 교환소로 완성되었으며 이사야 로저스가 그리스 부흥 스타일로 디자인했다. 1907년에서 1910년 사이에 맥킴, 미드 앤드 화이트는 원래의 4층을 철거하고 5층을 추가하여 현재의 건물을 만들었다. 외관과 내부 일부는 뉴욕시 지정 랜드마크이며, 건물은 뉴욕주 사적지 등록부(New York State Register of Historic Places)와 국립 사적지 등록부(NRHP)에 미국 국립역사기념물로 등재되어 있다. 또한 NRHP에 등재된 월스트리트 역사지구(Wall Street Historic District)에 기여하는 자산이다.